# ديفنا فيكوفيتش
ديفنا فيكوفيتش (1886–1944) هي رمز للالمرأة في الجبل الأسود حيث تُعتبر أول طبيبة في الجبل الأسود. كما أنها كانت جزء من المعالجين خلال الحرب العالمية الأولى، كانت فيكوفيتش من الشخيصيات المعروفة بالمساهمة في الأعمال الخيرية والترجمة الأدبية. إذ كان أول ما ترجمته هو مؤلف إكليل الجبل (بالإنجليزية: The Mountain Wreath)) من اللغة المونتنغرية إلى اللغة الفرنيسة. قامت فيكوفيتش بترجمة قصائد عديدة على رأسها قصائد الشاعر الصربي يوفان يوفانوفيتش زماخ. استمرت فيما بعد في عملها كطبيبة حيث توفيت قُبيل نهاية الحرب العالمية الثانية.